# Гантамиров, Бислан Сайдалиевич
Бисла́н Сайдали́евич Гантами́ров (в некоторых источниках Беслан Гантемиров) (род. 22 апреля 1963, с. Гехи, Урус-Мартановский район, Чечено-Ингушская АССР, РСФСР, СССР) — чеченский и российский государственный и политический деятель. Выходец из тейпа Чинхой. Военный руководитель антидудаевской оппозиции (ВСЧР) в 1994—1996 гг. Подполковник (ВС РФ).

## Биография
Родился в селе Гехи Урус-Мартановского района Чечено-Ингушской АССР. Окончил Ростовский дорожный техникум и Ставропольский филиал Всесоюзного юридического заочного института.
В 1981—1983 годах проходил срочную службу в Советской армии. В 1984—1987 годах работал в органах МВД.
В ноябре 1991 был назначен городским главой Грозного. 25 октября 1992 — избран председателем Грозненского городского собрания.
В апреле 1993 перешёл в оппозицию к режиму Дудаева, так как не поделил с ним доходы от нефтебизнеса.
В ночь с 4 на 5 июня 1993 года вооружённые формирования Джохара Дудаева штурмом овладели зданием грозненского Городского собрания (одного из главных оппозиционных центров, который Гантамиров возглавлял).
В 1994 году вместе с главой администрации Надтеречного района Чечни Умаром Автурхановым создал Временный совет Чеченской Республики (ВСЧР). В сентябре 1994 года стал руководителем объединенных вооружённых сил ВСЧР.
В Первую чеченскую войну воевал на стороне федеральных сил.
С января 1995 года — заместитель руководителя Территориального управления федеральных органов исполнительной власти в Чеченской Республике. Весной 1995 года стал мэром Грозного, 1 ноября 1995 — вице-премьером правительства Чечни.
Следующий период его жизни газета «Коммерсантъ» описала следующим образом:

Карьера чиновника оказалась не для него — независимого человека, да ещё с характером. В начале 1996 года, поссорившись с Кошманом, который тогда был премьером (Чечни), он ушёл из чеченского правительства и тут же "заинтересовал" Генпрокуратуру. Сам Гантамиров считает, что его заставили уйти из властных структур, когда встал вопрос о сдаче Грозного дудаевским войскам: "Я бы никогда не сдался".— 
Бислан Гантамиров был задержан в мае 1996 года по обвинению в хищении 25 миллиардов рублей, выделенных Россией на восстановление Чечни. В начале 1999 года Кузьминский суд Москвы приговорил его к шести годам лишения свободы с конфискацией имущества. Однако уже через полгода (после назначения Путина премьер-министром) он был помилован Ельциным и в конце 1999 года освобождён (с официальной формулировкой — ввиду фактического отбытия половины срока по ходу следствия).
С 12 ноября 1999 года — председатель Госсовета Чечни. С декабря 1999 года по май 2000 года — первый заместитель полпреда правительства России в Чечне.
16 или 23 (по разным источникам) января 2000 года подчинённые Гантамирова задержали журналиста Андрея Бабицкого, освещавшего военные действия со стороны войск ЧРИ, избили его и передали ФСБ.
С 11 июля 2000 года — первый заместитель главы администрации Чеченской Республики, одновременно исполнял обязанности мэра Грозного. 18 октября 2000 года назначен мэром Грозного.
С 20 июня 2001 по февраль 2002 — главный федеральный инспектор аппарата полномочного представителя президента РФ в Южном федеральном округе.
С 7 февраля 2002 по 2 сентября 2003 — вице-премьер, министр по делам информации и печати Чеченской Республики.
В 2004 году был принят в партию Родина. В 2005 собирался участвовать в выборах в парламент Чечни, которые состоялись 27 ноября, однако чуть позже его кандидатуру исключили из партийного списка.
В настоящее время проживает в Старополтавском районе Волгоградской области, является владельцем и руководителем сельскохозяйственного предприятия.

## Награды
- Орден Мужества
- Наградное оружие

## Публикации
- «Исторические аспекты возникновения сепаратизма и причины разрушения государственности в Чечне» (2000)
- «Некоторые исторические этапы создания и развития органов правопорядка в России (на примере окраин Российской империи и некоторых территорий СССР)» (2000)